# Chequers Capital
 (janvier 2019).
Si vous disposez d'ouvrages ou d'articles de référence ou si vous connaissez des sites web de qualité traitant du thème abordé ici, merci de compléter l'article en donnant les références utiles à sa vérifiabilité et en les liant à la section « Notes et références ».
Chequers Capital est une société d'investissements français créée en 1972 à Paris. L'entreprise est principalement active en France, Allemagne, Italie et Benelux.
En 2017, la société revendiquait avoir réalisé près de « 300 investissements en France, Allemagne, Italie, Grande-Bretagne, Espagne et Belgique ». La société est gérée par Jérôme Kinas.

## Historique
Créée en 1972 à Paris, Chequers Capital est l'une des plus anciennes sociétés d’investissement en Europe Continentale. Emanation de la société d'investissement britannique Charterhouse, Chequers Capital est une structure indépendante depuis 2000. La société investit prioritairement dans des sociétés non cotées, en Europe Continentale, avec l’objectif de favoriser leur développement et leur croissance internationale.

## Activités
Disposant de fonds gérés d'un montant de deux milliards et demi d'euros, Chequers Capital investit dans des entreprises dont la valeur est située entre 100 et 500 millions d'euros.
Le montant de ses investissements en capital varie entre 40 millions et 150 d'euros.
Chequers Capital intervient dans tout type d'opérations :
- renforcement des fonds propres notamment Bolloré Technologies, Grand Optical et Xiring.
- restructuration d'actionnariat  Provalliance, Legris, Santé Développement, Store Electronic System.
- consolidation sectorielle  Bio7, Deutsche Fachpflege Gruppe, Elior, Silver Care, EMVIA Living, Worner, Biolchim.
- LBO : Cordenka, TCR, Rollon, European Cargo Services, Phoenix.
- retournement notamment : Chomette Favor-Ecotel, IMS, Metabo
- spin-off de groupes  ADP (ADP Clearing), Cenexi, Telekabel, Idverde.

La société privilégie les situations où elle intervient en qualité d'investisseur majoritaire.

## Sources